# Si seulement je pouvais lui manquer
Singles de Calogero
Face à la mer
(2004) Safe sex
(2005)
Si seulement je pouvais lui manquer est une chanson de Calogero sortie en 2004. C'est le troisième single extrait de son album 3. C'est un des plus grands succès de Calogero, ayant atteint le top 10 en France et en Belgique francophone.

## Information
La chanson a été écrite par Michel Jourdan et Julie d'Aimé (qui a déjà écrit pour Natasha St-Pier notamment) et composée par Calogero et son frère Gioacchino. C'est une ballade pop dans laquelle le chanteur évoque l'absence de son père et à quel point il lui manque. Il exprime qu'il serait heureux si son père avait une relation avec lui.

## Reprises et apparitions
- Hits for Teens
- Les Plus Belles Voix 4
- Hit Connection - Best of 2005
- Hits Superstar 2005
- Only Hits 2005
- Les plus belles ballades

La chanson est aussi disponible dans l'album caritatif Solidarité Asie, en quatrième piste, ainsi que dans son album live Live 1.0. Elle est également souvent reprise dans ses concerts.
Pour l'instant, quatre artistes ont repris cette chanson :
- 2007 : Les Enfoirés (Amel Bent, Francis Cabrel, Jean-Jacques Goldman et Raphael) dans l'album La Caravane des Enfoirés
- 2008 : Vox Angeli dans leur album éponyme.
- 2010 : Sertab Erener, en version turque sous le titre Bir damla gözlerimde.
- 2015 : Patrick Fiori, pour Europe 1 avec Karim Medjebeur au piano.
- 2024 : Carla Lazzari, pour une version féminine partagée sur internet[1].

Le double-album caritatif Kiss & Love sort le 3 novembre 2014, il contient le titre Si seulement je pouvais lui manquer interprété par Joyce Jonathan et Emmanuel Moire.
En 2017, lors de la demi-finale de la saison 6 de The Voice : la plus belle voix, la chanson est interprétée par Lisandro Cuxi en hommage à son père. Sa prestation très émouvante lui vaut sa qualification pour la finale de l'émission, avec un large soutien du public (75 % des voix face à son adversaire).
En 2022, durant les premières évaluations de la Saison 10 de Star Academy, Anisha interprète la chanson, sa prestation très émouvante toucha les professeurs (Yanis Marshall quittera les évaluations en larme après sa prestation) et les élèves ce qui lui valut de remporter les évaluations avec une moyenne de 17/20.

## Succès et récompenses
En France, le single est entré en 95e place, avant de grimper en 7e place, puis de chuter durant les semaines qui suivent.
En Belgique francophone, le single est entré en 17e place, puis a grimpé en 6e place pendant cinq semaines. Il descend ensuite lentement avant de chuter.
En Suisse, le single s'est classé n°25.
En 2005, la chanson a été élue Chanson originale de l'Année aux Victoires de la musique.

## Accusation de plagiat
En juillet 2015, Calogero et son frère sont reconnus coupables de plagiat par la cour d'appel de Paris. Calogero était poursuivi par Laurent Feriol, membre du groupe Les Années Boum et compositeur d'une chanson intitulée Les Chansons d'artistes, titre déposé à la SACEM en 2001. Le tribunal a estimé que le titre présentait de fortes similitudes avec cette dernière œuvre et a condamné Calogero, son frère ainsi que Pilotis Atletico (Obispo), Rapas société et Universal Music pour plagiat.[réf. nécessaire]

## Format et liste des pistes
- CD maxi

1. Si seulement je pouvais lui manquer - 3:20
2. Les électrochocs (inédit) - 4:18
3. Si seulement je pouvais lui manquer (live 2004) - 3:39

- CD single

1. Si seulement je pouvais lui manquer - 3:20
2. Les électrochocs (inédit) - 4:18

- CD single - Promo

1. Si seulement je pouvais lui manquer - 3:20

- 12" single - Promo

1. Si seulement je pouvais lui manquer - 3:20

- Version numérique

1. Si seulement je pouvais lui manquer - 3:20
2. Si seulement je pouvais lui manquer (live 2004) - 3:39

## Classements
| Classement (2004)                       | Meilleure position |
| --------------------------------------- | ------------------ |
| Belgique (Wallonie Ultratop 50 Singles) | 6                  |
| France (SNEP)                           | 7                  |
| Suisse (Schweizer Hitparade)            | 25                 |

| Classement (2004)        | Position |
| ------------------------ | -------- |
| Belgique (Wallonie)      | 94       |
| France (Diffusion radio) | 65       |
| France (single)          | 61       |
| France (Clip vidéo)      | 101      |